# Fergalicious
«Fergalicious» (en español: «Fergaliciosa») es el segundo sencillo del álbum The Dutchess de la cantante estadounidense Fergie. Incluye música de fondo de la canción de Afro-Rican, «Give it all you got», así como la muletilla «Check it out» que aparece en el tema «My Humps». «Fergalicious» tuvo una ascensión moderada en la lista de descargas digitales, entrando en el Billboard Hot 100 en el puesto n.º79 y consiguiendo llegar al n°2, si bien en los primeros dos meses de 2007 continuaba subiendo y en los 10 más pedidos también tuvo participación en México, Venezuela y Argentina en el puesto N.º 1.
Según Nielsen SoundScan, hasta mayo de 2013, «Fergalicious» había vendido 3 121 000 descargas en Estados Unidos.

## Información
La canción alcanzó el número 2 en el Billboard Hot 100 varios meses después de su lanzamiento en la semana del 13 de enero de 2007 solo detrás de «Irreplaceable» de Beyoncé. Sin embargo, «Fergalicious» pasó catorce semanas en el top 10 de la lista Hot 100. La canción tuvo un gran éxito como canción digital. De hecho, es una de las pocas pistas que se han certificado como doble platino en los EE. UU., gracias a sus descargas. Este logro es muy fácil, ya que, en enero de 2007, vendió 295.000 descargas en una sola semana, consiguiendo de inmediato la certificación de platino y convirtiéndose en la canción más descargada en una sola semana (anteriormente este puesto lo ocupaba la canción de Flo Rida «Low»). En agosto de 2008, «Fergalicious» ha sido descargada más de 2.740.000 veces solamente en los EE. UU. El tema no fue lanzado en el Reino Unido ni Irlanda en 2006, pero fue lanzado más tarde como lado-B de «Clumsy».
La canción muestra partes de «Give It All You Got» de Afro-Rican y «Supersonic» de J.J. Fad. También incluye elementos de «Night Train» de James Brown y «It's More Fun to Compute» de Kraftwerk. La palabra «Fergalicious» es una combinación de las palabras ‘Fergie’ y ‘delicious’ (deliciosa). En la canción Fergie repite constantemente esta palabra. En varias partes se pueden escuchar palabras en español como ‘uno’, ‘tres’ y ‘loco’.
En la película Epic Movie aparece una escena de «Charlie y la fábrica de chocolate» y de fondo se escucha «Fergalicious».

## Composición
«Fergalicious» es una canción de baile, electro y hip hop con una duración de 4:52 minutos. La canción presenta muestras de dos canciones, «Supersonic» de JJ Fad y «Give It All You Got» de Afro-Rican, utilizando su estilo de rap y cuerdas sintetizadas respectivamente. La canción está ambientada en tiempo común y tiene un tempo de hip-hop moderado de 129 latidos por minuto. Está escrito en la clave de si bemol menor y la voz de Fergie abarca dos octavas, desde G3 hasta D5. «Fergalicious» comienza con una cuenta atrás en dos idiomas diferentes, inglés y español. La canción luego se mueve a un ritmo de ritmo rápido y una línea sintetizada, haciendo referencia la canción de Kraftwerk «It's More Fun to Compute» mientras will.i.am rapea. El ritmo cambia a líneas de bajo "pong" sobre las que Fergie rapea con "indiferencia". La canción presenta un interludio que se ejecuta en un estilo de jingle.
La letra se centra en el tema del orgullo propio. Fergie rapea sobre cómo supera a todas las demás mujeres y que ningún hombre es lo suficientemente digno para salir con ella. Leah Greenblatt de Entertainment Weekly describe la canción como un "himno de amor propio". Sal Cinquemani de Slant Magazine escribió que la canción "abre The Dutchess con un tono caricaturesco de Black Eyed Peas". Según Kelly Smith de The Maneater, la canción es un "remix de rap que consiste en un coro pegadizo y una letra cursi".

## Recepción de la crítica
«Fergalicious» recibió críticas positivas de los críticos musicales. Bill Lamb, de About.com la calificó con cuatro de cinco estrellas, y le gustó más que el sencillo anterior «London Bridge», que encontró "lleno de sordidez". Elogió la canción como "una melodía de fiesta atrevida y esponjosa que debería encenderse en la radio pop en unas semanas". Leah Greenblatt de Entertainment Weekly escribe que la canción no se aleja de sus trabajos anteriores con Black Eyed Peas, comparando la letra con la de «My Humps». Norman Mayers de Prefix pensó que la canción y «Here I Come» son canciones divertidas y coquetas, escribiendo que "funcionan debido a las producciones de la pista de baile que no solo hacen referencia al hip-hop de los 80, sino también a la Motown de los 60". Dan Gennoe de Yahoo! Music describió la canción como "electro que hace temblar el trasero". Louis Tullo de The Heights escribe que "el resultado [de la canción] produce ritmos bailables y letras juguetonamente salaces, pero parece que su voz se pierde en la sobreproducción". Kelly Smith de The Maneater pensó que la canción tendría éxito en la radio, escribiendo "esta canción probablemente se convertirá en una prostituta de la radio, que se reproducirá una y otra vez hasta que la gente se vea obligada a admitir que el ritmo es regular". Eva Wiseman de The Guardian elogió la canción como "música pop alegre y fabulosa, el tipo de gente que se limpia en silencio cuando se moja en el escenario". . . Incluso inspira blasfemia en los críticos". El escritor de IGN, Spence D., encuentra que "Fergalicious" es un buen comienzo para el álbum, refiriéndose a la canción como "una pequeña cancioncilla contagiosa que se abre camino en tu materia gris con una tenacidad inevitable".

## Rendimiento en las listas
En los Estados Unidos, «Fergalicious» entró en el Billboard Hot 100 en el número 79. En el número del 11 de noviembre de 2006, la canción saltó 13 lugares del número 19 al número seis, entrando en el top 10 de la lista. Después de semanas de ascender y descender dentro del top 10, la canción alcanzó el número dos en el Hot 100 en el tema del 13 de enero de 2007 después de vender 294,000 descargas. Se mantuvo fuera de la cima solo por «Irreplaceable» de Beyoncé. La canción fue el mayor ganador digital de esa semana en la lista y generó en ese momento las mayores ventas digitales en una semana. Este récord, sin embargo, fue batido un año después por «Low» de Flo Rida con T-Pain en la semana del 12 de enero de 2008 después de vender 470.000 descargas. La canción fue certificada doble platino el 22 de febrero de 2008 por la Recording Industry Association of America (RIAA) y 4× platino el 25 de julio de 2016. «Fergalicious» es la segunda canción más descargada de Fergie, detrás de «Big Girls Don't Cry» y por delante de «Glamorous», «Clumsy» y «London Bridge». En 2012, la canción se convirtió en su segundo sencillo en superar las ventas de tres millones de descargas, y ha vendido 3.572.000 copias en los EE. UU. hasta septiembre de 2017.
En Australia, la canción entró en el número 11 en la edición del 10 de diciembre de 2006 y alcanzó un pico en el número cuatro seis semanas después. La canción ha sido certificada como oro por la Asociación Australiana de la Industria de la Grabación (ARIA) por ventas de 35.000 unidades. En el número del 18 de diciembre de 2006, la canción debutó en la lista de Nueva Zelanda en el número 40. En su quinta semana, la canción alcanzó el puesto número cinco. Ha sido certificado oro por la Asociación de la Industria de Grabación de Nueva Zelanda (RIANZ) por ventas de 7.500 unidades. En Bélgica, la canción alcanzó su punto máximo en la lista de Flandes en el número 11 durante una semana y en la lista de Valonia en el número 17 durante tres semanas consecutivas. En Francia, la canción entró y alcanzó el puesto número 15 en el tema del 27 de enero de 2007. Duró en la tabla un total de 18 semanas. "Fergalicious" entró en la lista de Singles Top 60 en Suiza por el número del 10 de diciembre de 2006 en el puesto 69. La canción cayó al número 77 pero en la tercera semana ascendió 48 lugares al número 29, donde alcanzó su punto máximo durante una semana. Pasó un total de 19 semanas en el gráfico, registrando su última semana en el número del 22 de abril de 2007 en el número noventa y dos.

## Controversia
La canción causó una gran controversia entre Fergie y Nelly Furtado. En la letra de "Fergalicious", Fergie dice: "But I ain't promiscuous" (pero yo no soy promiscua). Nelly pensó que esto hacia referencia a ella y a su canción "Promiscuous". Más tarde, en la canción "Give it To Me" Furtado escribió un verso, que confirmó, iba dirigido a Fergie. Como respuesta a Furtado, Fergie canta en la canción "Impacto" de Daddy Yankee que si "¿Tienes un problema?, vamos y dímelo en mi cara".

## Vídeo musical
El video se estrenó en MTV el 24 de octubre de 2006 y se estrenó en Yahoo! Músic el 31 de octubre de 2006. El video musical fue filmado en Hollywood y dirigido por Fatima Robinson, quien también dirigió el video musical "My Humps". will.i.am de The Black Eyed Peas también aparece en el video, que presenta a Fergie como Willy Wonka en una fábrica de dulces llamada "Fergieland" (la fábrica no tenía nombre en el libro original y en ambas versiones cinematográficas). El video comienza con los Oompa Loompas empacando cajas rosas y moradas de dulces "Fergalicious". Al comienzo del video, Fergie canta en un campo de bastones de caramelo con los Oompa Loompas. A lo largo del video, ella usa un traje de girl scout color canela y caqui, luce un traje de baño negro de una pieza mientras está acostada sobre una pila de dulces, (a menudo en una vista de caleidoscopio) se ejercita en un colorido gimnasio flexionando sus bíceps, canta en una habitación llena de piruletas y otros dulces mientras se viste como Shirley Temple, y sale de un pastel mientras usa un diminuto traje de baño azul con gemas incrustadas en el exterior. Luego comienza a ver a dos mujeres luchar en el pastel antes de unirse a ellas al final del video. Hacia el final del video, Fergie abre y luego reproduce algunas notas en un reproductor MP3 Samsung K5, lo que le da un enfoque central en la pantalla; Luego siguen, intercaladas en los fotogramas restantes de los videos, tomas de otros personajes en el video, ya sea escuchando al jugador, presentándolo a la cámara con una gran sonrisa o entregando cuidadosamente el jugador a otro extra. En septiembre de 2017, el video musical de «Fergalicious» se ha reproducido más de 130 millones de veces en YouTube.

## Lista de canciones
European Maxi-CD
1. «Fergalicious» (Versión del álbum) — 4:52
2. «Paradise» — 4:08
3. «London Bridge» (Directo) — 2:43
4. «Fergalicious» (Videoclip) — 3:52

Australian CD single
1. «Fergalicious» (Versión del álbum) — 4:54
2. «Paradise» — 4:07

UK 2006 Promo Sencillo en CD
1. «Fergalicious» (Edición de radio) — 3:47

UK 2007 Promo CD single
1. «Fergalicious» (Edición de radio) — 3:47
2. «Clumsy» (Edición de rádio) — 3:17

UK Download Single
1. «Clumsy» (Versión del álbum) — 4:00
2. «Fergalicious» (Versión del álbum) — 4:52

## Posicionamiento en listas
| Listas (2006–2007)                     | Mejor posición |
| -------------------------------------- | -------------- |
| Australia (ARIA)                       | 4              |
| Austria (Ö3 Austria Top 40)            | 34             |
| Bélgica (Flandes) (Ultratop 50)        | 11             |
| Bélgica (Valonia) (Ultratop 50)        | 17             |
| Canadá (Canadian Hot 100)              | 24             |
| República Checa (Rádio Top 100)        | 29             |
| Dinamarca (Tracklisten)                | 28             |
| Finlandia (OFC)                        | 3              |
| Francia (SNEP)                         | 15             |
| Alemania (Offizielle Deutsche Charts)  | 23             |
| Hungría (Dance Top 40)                 | 40             |
| Italia (FIMI)                          | 44             |
| Países Bajos (Mega Single Top 100)     | 35             |
| Nueva Zelanda (Recorded Music NZ)      | 5              |
| Noruega (VG-lista)                     | 10             |
| Rusia (Tophit)                         | 34             |
| Eslovaquia (Rádio Top 100)             | 14             |
| Suecia (Sverigetopplistan)             | 22             |
| Suiza (Schweizer Hitparade)            | 29             |
| Estados Unidos (Billboard Hot 100)     | 2              |
| Estados Unidos (Mainstream Top 40)     | 2              |
| Estados Unidos (Hot R&B/Hip-Hop Songs) | 71             |
| Estados Unidos (Hot Dance Club Songs)  | 33             |
| Estados Unidos (Rhythmic)              | 6              |
| Venezuela Pop Rock (Record Report)     | 3              |

| Chart (2007)                     | Position |
| -------------------------------- | -------- |
| Australia (ARIA)                 | 38       |
| Bélgica (Ultratop Flanders)      | 79       |
| Bélgica (Ultratop Wallonia)      | 70       |
| CEI (Tophit)                     | 182      |
| Estados Unidos Billboard Hot 100 | 19       |